# Lana, Sydtyrolen
Lana (tyskt uttal: [ˈlaːna], italienskt uttal: [ˈlaːna]) är en ort och kommun i provinsen Sydtyrolen i regionen Trentino-Sydtyrolen i norra Italien. Den är belägen i Etschtal mellan Bolzano och Merano. Kommunen har 12 595 invånare (2024), på en yta av 36,12 km². Enligt 2024 års folkräkning talar 90,14 % av befolkningen tyska, 9,53 % italienska och 0,32 % ladinska som modersmål.

## Orter
Orter (località) i kommunen Lana med fler än 20 invånare (inom parentes invånarantal 2021):

- Völlan/Foiana (687)
- Lana (10 512)
- Platteid/Platteda (51)
- St. Georgen/San Giorgio (38)
- Oberhöfe/Masi di Sopra (34)